# Medalha "Pela Defesa do Transártico Soviético"

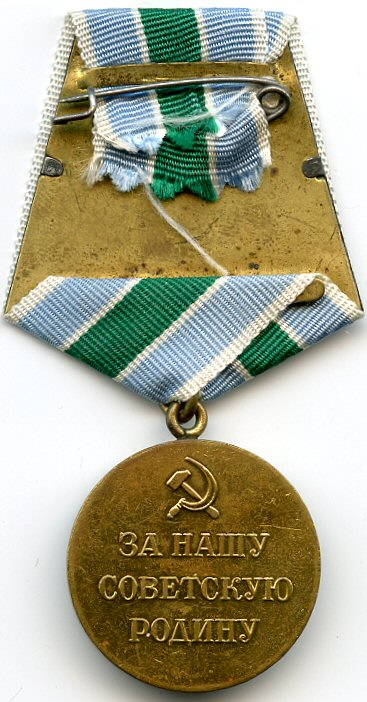
Reverso da Medalha "Pela Defesa do Transártico Soviético"

A Medalha "Pela Defesa do Transártico Soviético" (em russo: Медаль «За оборону Советского Заполярья») foi uma medalha de campanha da Segunda Guerra Mundial da União Soviética.

## História da Medalha
A Medalha "Pela Defesa do Transártico Soviético" pelo Decreto do Presidium do Soviete Supremo da URSS de 5 de dezembro de 1944 “Sobre o estabelecimento da medalha “Pela Defesa do Ártico Soviético” e sobre a atribuição desta medalha aos participantes da defesa do Ártico Soviético   para satisfazer a petição do Comissariado do Povo para a Defesa da URSS.

## Estatuto da Medalha
A Medalha "Pela Defesa do Transártico Soviético" foi concedida a todos os participantes na defesa do ártico soviético - militares do Exército Vermelho, Marinha e tropas do NKVD, bem como civis que participaram diretamente na defesa. O período de defesa do Ártico Soviético é considerado de 22 de junho de 1941 a novembro de 1944. 
A medalha foi atribuída pelo Presidium do Soviete Supremo da URSS, fundamentada em documentos que atestam a participação ativa na defesa do Transártico Soviético. Esses registros foram emitidos pelo comandante da unidade, pelo responsável de uma instituição médico-militar, ou pelos Conselhos Regionais ou Municipais de Deputados Populares de Murmansque. Os militares em serviço recebiam a medalha diretamente do comandante de sua unidade. Já os aposentados do serviço militar  a recebiam de um comissário militar regional, municipal ou distrital da comunidade do destinatário. Além disso, membros da população civil que foram participantes da defesa do Transártico Soviético recebiam a medalha do Oblast de Murmansque ou dos Conselhos Municipais de Deputados do Povo. Para os defensores que morreram em batalha ou antes do estabelecimento da medalha, ela foi concedida postumamente à família. 
A Medalha "Pela Defesa do Transártico Soviético" era usada no lado esquerdo do peito e, na presença de outros prêmios da URSS, ficava imediatamente após a Medalha"Pela Defessa do Cáucaso".
Quando em uso juntamente com ordens ou medalhas da Federação Russa, estas últimas devem ser consideradas em primeiro lugar. 

## Descrição da Medalha
A Medalha "Pela Defesa do Transártico Soviético" era uma medalha circular de latão de 32 mm de diâmetro com borda elevada. No anverso, está o busto de um soldado vestido com um casaco de pele de carneiro e usando um gorro de pelagem, portando uma submetralhadora PPSh. À esquerda do soldado, há a silhueta parcialmente oculta de um navio de guerra, enquanto aeronaves militares podem ser vistas voando ao redor de sua cabeça. Na parte inferior central e na inferior direita do casaco, há a presença de dois tanques. Ao redor de toda a borda frontal, uma faixa de 3 mm exibe uma inscrição em relevo. "PELA DEFESA DO TRANSÁRTICO SOVIÉTICO" (em russo: «ЗА ОБОРОНУ СОВЕТСКОГО ЗАПОЛЯРЬЯ»), na parte inferior, uma estrela de cinco pontas com a foice e o martelo sobrepostos em um pedaço de fita. No reverso, próximo ao topo, a imagem em relevo do martelo e da foice, abaixo da imagem, a inscrição em relevo em três fileiras "PELA NOSSA PÁTRIA SOVIÉTICA" (em russo: «ЗА НАШУ СОВЕТСКУЮ РОДИНУ»). 
A Medalha "Pela Defesa do Transártico Soviético" era fixada por meio de um anel no laço de suspensão da medalha, que era acoplado a uma montagem pentagonal padrão soviética. Essa montagem era revestida por uma fita de seda azul moiré, medindo 24 mm de largura, decorada com listras brancas de 2 mm e uma faixa central branca de 6 mm, acompanhada por listras brancas de 1 mm. 

## Destinatários (lista parcial)
Todos os indivíduos abaixo mencionados foram condecorados com a Medalha "Pela Defesa do Transártico Soviético".
- Marechal da União Soviética Kirill Afanasievich Meretskov
- Marechal da União Soviética Nikolai Vasilievich Ogarkov
- Marechal da União Soviética Sergei Leonidovich Sokolov
- Marinheiro e explorador polar Alexey Fyodorovich Tryoshnikov
- Marinheiro da Frota do Norte Lev Efimovich Kerbel
- Coronel-general Valerian Alexandrovich Frolov
- Veterano da Segunda Guerra Guerra Mundial, Anatoly Nikolayevich Demitkov
- Tenente General Nikolai Pavlovich Simoniak
- Comandante da Frota do Norte em tempo de guerra, Almirante Arseniy Grigoriyevich Golovko